# B-52's
The B-52s er et amerikansk rockband dannet i Athens i 1976. Den originale gruppe bestod af Fred Schneider (vokal, koklokke), Kate Pierson (vokal, keyboard), Cindy Wilson (vokal, tamburin, bongotrommer), Ricky Wilson (guitar) og Keith Strickland (trommer). Da Ricky Wilson døde i 1985 skiftede Strickland til at spille guitar. Derudover kom Tracy Wormworth (bas) og Sterling Campbell som overtog trommerne, samt Paul Gordon (keyboard).

## Historie
Bandet blev dannet i 1976 på en kinesisk restaurant i Athens, Georgia. Gruppen opkaldet sig efter slangordet for en overdrevet og ekstravagant frisurestil.
I 1977 spillede gruppen deres første koncert. Fra starten blev deres ekstravagante og festligte [kilde mangler] tøjstil bemærket og blev et af kendetegnene for gruppen.
To år efter udkom det selvbetitlede debutalbum, der solgte i nærheden af 500.000 eksemplarer. Særligt hittet "Rock Lobster" var medvirkende til succesen.[kilde mangler]. 
Med Cosmic Thing fra 1989 var med til yderligere at gøre The B-52's populære. Albummet undeholdt hits som "Roam", "Deadbeat Club" og "Love Shack". Kort efter udgivelsen lykkedes det at samle ca. 750.000 mennesker til en koncert i Central Park i New York.
Da gruppen i 1992 udsendte Good Stuff var de reduceret til en trio bestående af Fred Schneider, Keith Strickland og Kate Pierson. Albummet blev dog alligevel en stor succes.[kilde mangler]
I 1994 gik gruppen for en tid i opløsning, men blev dog gendannet. Deres seneste album Funplex udkom i 2008.

## Diskografi

### Album
- The B-52's (1979)
- Wild Planet (1980)
- ((Mesopotamia)) (1982)
- Whammy (1983)
- Bouncing Off the Satelites (1986)
- Cosmic Thing (1989)
- Good Stuff (1992)
- Funplex (2008)